# Szemethy Endre
Szemethy Endre (Budapest, 1903. december 1. – Budapest, 1958. július 1.) Jászai-díjas színész. 

## Élete
Szemethy András és Vajda Róza fiaként született. 1926-tól vidéken játszott jellemszínészként, a második világháború után a Magyar Rádiónál is dolgozott. 1950–51-ben a Belvárosi, 1951-től 1958-ig a Nemzeti Színház művésze volt, majd Heltai Hugó, Asszonyi László és Fodor Oszkár társulatában játszott. Fiatalon főként parasztfigurákat és jellemszerepeket alakított. A Nemzetiben epizodistaként működött.

## Fontosabb színházi szerepei
- Lombardi (Carlo Goldoni: Két úr szolgája)
- Kuruzs (Csokonai Vitéz Mihály: Karnyóné)
- Argan (Molière: Scapin furfangjai)

## Filmszerepei
- Forró mezők (1948)
- Janika (1949)
- Ludas Matyi (1949)
- Szabóné (1949)
- Kis Katalin házassága (1950) – portás
- Teljes gőzzel (1951) – Bencze bácsi
- Vihar (1951) – Csete István kanász
- Erkel (1952)
- A harag napja (1953) – Belus Zsiga
- A város alatt (1953) – Deres
- Föltámadott a tenger (1953)
- Hajdu István igazsága (1953; rövid játékfilm) – id. Hajdu István
- Ifjú szívvel (1953) – Kuczogi bácsi
- Kiskrajcár (1953)
- Hintónjáró szerelem (1954) – Fejes bácsi
- Simon Menyhért születése (1954)
- Az élet hídja (1955)
- Különös ismertetőjel (1955) – Zsiga bátyánk
- Mindenki iskolája (1955; rövid játékfilm)
- Szakadék (1955)
- Keserű igazság (1956, átdolgozott változat: 1986)
- Mese a 12 találatról (1956)
- A nagyrozsdási eset (1957)
- Az igazi égszínkék (1957; rövid játékfilm)
- Csendes otthon (1957)
- Éjfélkor (1957)
- Kis Samu Jóska (1957; rövid játékfilm) – Orosz őrszem

## Díjai, elismerései
- Jászai Mari-díj (1952)